# Rudolf Klapp
Rudolf Klapp (* 16. Februar 1873 in Arolsen; † 15. Februar 1949 in Marburg) war ein deutscher Chirurg.

## Leben und Wirken
1902 habilitierte sich Klapp bei August Bier an der Universität Greifswald. 1905 wurde er außerordentlicher Honorarprofessor an der Universität Bonn und 1907 außerordentlicher Professor und Leiter der Chirurgischen Universitätspoliklinik an der Universität Berlin. 1914 beschrieb er erstmals eine Behandlung von Knochenbrüchen durch Extension mittels flexiblem Draht. Im Jahr 1928 erhielt Klapp einen Lehrstuhl an der Universität Marburg und war von 1933 bis 1936 der Dekan der Medizinischen Fakultät. 1944 wurde er emeritiert.
Verdienste erwarb sich Klapp in der Heilgymnastik. Er gründete eine bis heute bestehende Schule zur Ausbildung von Physiotherapeuten in Marburg. Bereits 1905 hat er begonnen, das nach ihm genannte „Kriechverfahren“ zur Behandlung von Skoliosen und Haltungsschäden zu entwickeln. Anerkennung fand die Schule durch die Demonstration des Klappschen Kriechens auf dem Kongress für körperliche Erziehung im Rahmen des Internationalen Sportstudentenlagers während der Olympischen Spiele 1936 in Berlin.
Rudolf Klapp war Förderndes Mitglied der SS, Mitglied des NS-Ärztebundes und des NS-Lehrerbundes. Im November 1933 unterzeichnete er das Bekenntnis der Professoren an den deutschen Universitäten und Hochschulen zu Adolf Hitler. Rudolf Klapp erhielt zu seinem 70. Geburtstag im Jahr 1943 die Goethe-Medaille für Kunst und Wissenschaft.